# Heartbreak Anthem
Heartbreak Anthem is een nummer van het Zweedse dj-duo Galantis, de Franse dj David Guetta en de Britse meidengroep Little Mix uit 2021.
"Heartbreak Anthem" gaat over een stukgelopen relatie. De ik-figuur legt zich echter bij het einde van de relatie neer, en heeft een houding dat zoiets nou eenmaal kan gebeuren. Het nummer werd in diverse landen een hit. Zo bereikte het een 36e positie in Galantis' thuisland Zweden, en de derde positie in het Verenigd Koninkrijk, het thuisland van Little Mix. In de Nederlandse Top 40 werd de 13e positie gehaald, en in de Vlaamse Ultratop 50 de 30e.